# Rufus B. Weaver

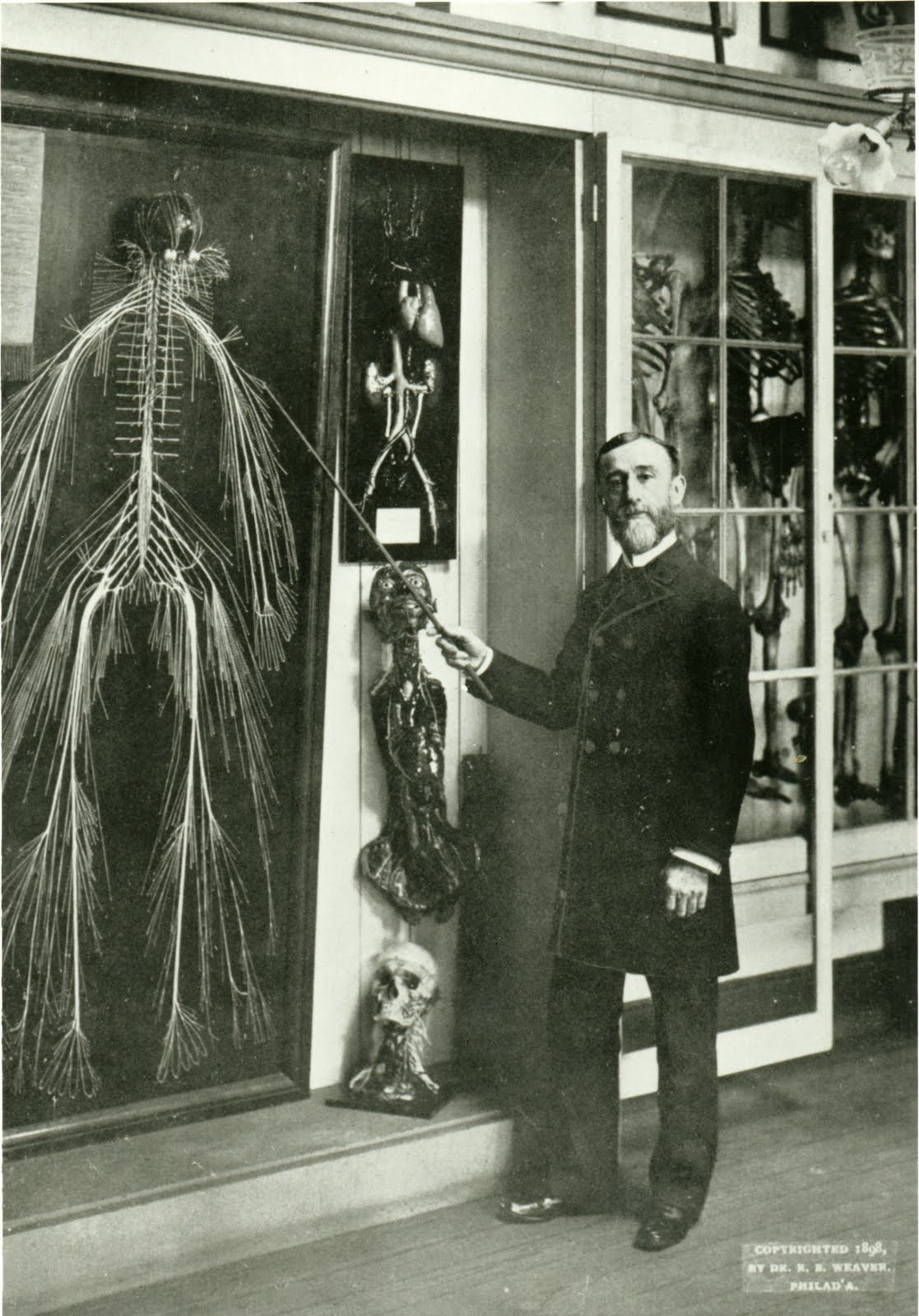
Rufus B. Waever i Harriet

Rufus Benjamin Weaver (ur. 10 stycznia 1841 w Gettysburgu, zm. 15 lipca 1936 w Filadelfii) – amerykański lekarz, anatom, profesor anatomii w Hahnemann Medical College. 

## Życiorys
Syn fotografa Samuela Weavera i Elizabeth Ann Rinehart. Ukończył Pennsylvania Medical College w 1865. Uzupełniał studia na Uniwersytecie Pensylwanii i w Jefferson Medical College. W 1869 został demonstratorem na Hahnemann Medical College, od 1878 wykładał anatomię chirurgiczną. Pamiętany jest za wypreparowanie całości ludzkiego układu nerwowego – preparat „Harriet” jest do dziś udostępniany studentom w Drexel College of Medicine. Nazwa preparatu pochodzi od Harriet Cole, afroamerykańskiej sprzątaczki, która ofiarowała swoje ciało nauce tuż przed śmiercią w 1888 z powodu gruźlicy. 
Pochowany na Mount Vernon Cemetery. W rodzinnym Gettysburgu znajduje się upamiętniająca go tablica.